# Clitelloxenia longiceps
Clitelloxenia longiceps är en tvåvingeart som först beskrevs av Schmitz 1915.  Clitelloxenia longiceps ingår i släktet Clitelloxenia och familjen puckelflugor. Inga underarter finns listade i Catalogue of Life.